# Acatist

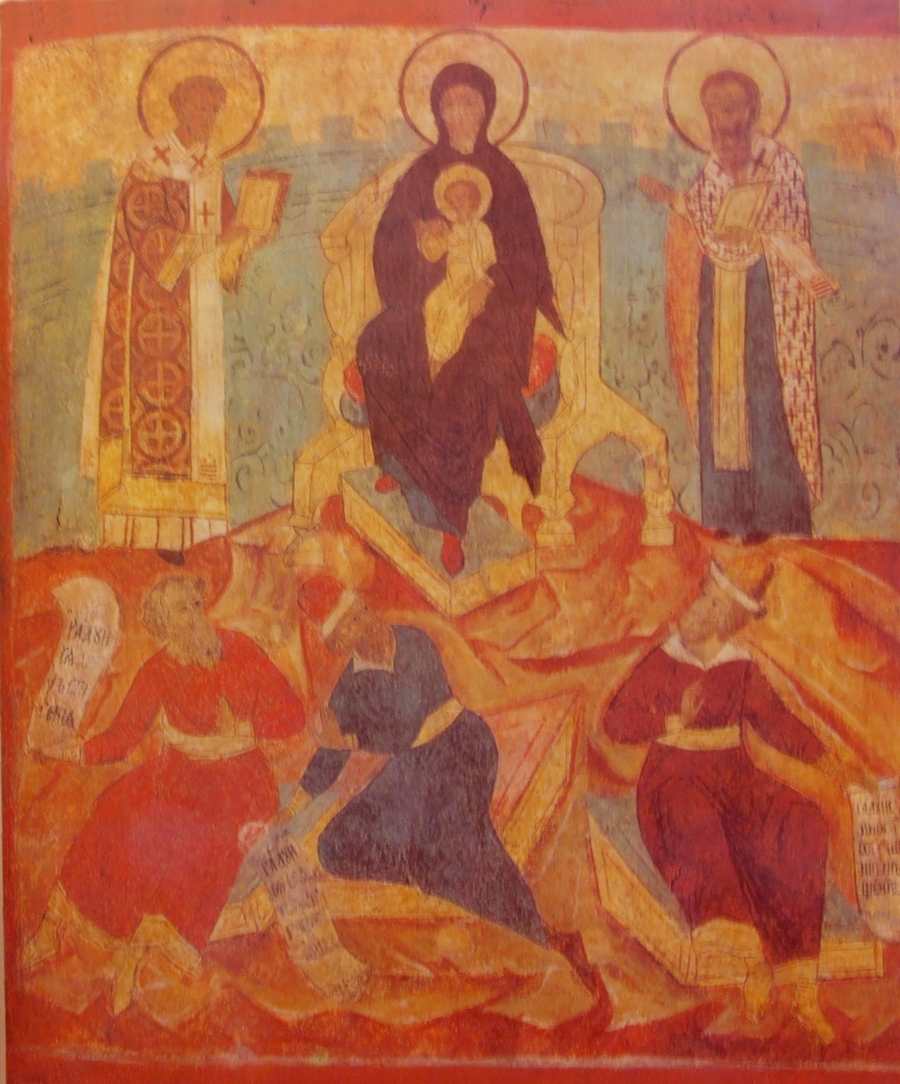
Icona de l'Acatist de la Mare de Déu. Detall d'un fresc del 1644 conservat a l'església de la Deposició del Vel de la Mare de Déu (Kremlin de Moscou).

L'Acatist (grec: Ἀκάθιστος, Akàthistos, ‘no assegut’) és un tipus d'himne cantat generalment pels cristians ortodoxos o catòlics orientals, dedicats a un sant, un esdeveniment sagrat o una de les persones que formen la Santíssima Trinitat. El seu nom fa referència al fet que els feligresos, tret que siguin d'edat molt avançada o estiguin malalts, han de romandre dempeus mentre es canta o, en alguns casos, durant tota la missa. Les misses ortodoxes i catòliques orientals segueixen un conjunt de regles molt complexes que dicten quan toca seure, restar dempeus, inclinar-se o prostrar-se. La lectura de l'Evangeli i el cant de l'Acatist són els únics moments en els quals tothom ha de restar dempeus.
Pertany al gènere kontàkion. L'Acatist de la Mare de Déu també es coneix per les tres primeres paraules del seu proemi, «Τῇ ὑπερμάχῳ στρατηγῷ» (Ti ipermakho stratigó), que es refereixen a la Verge Maria. És l'himne marià més famós.
Text original i traducció lliure del proemi de l'Acatist de la Mare de Déu
| « | Τῇ ὑπερμάχῳ στρατηγῷ τὰ νικητήρια, ὡς λυτρωθεῖσα τῶν δεινῶν εὐχαριστήρια, ἀναγράφω σοι ἡ Πόλις σου Θεοτόκε. Ἀλλ' ὡς ἔχουσα τὸ κράτος ἀπροσμάχητον, ἐκ παντοίων με κινδύνων ἐλευθέρωσον, ἵνα κράζω σοιˑˑ• Χαῖρε, Νύμφη ἀνύμφευτε | A la general defensora, [jo], la vostra ciutat, redimida de perills terribles, us dedico, Mare de Déu, els trofeus de la victòria i els himnes d'acció de gràcies. Amb el vostre poder invencible, deslliureu-me de qualsevol mal a fi que pugui exclamar: "Salve, esposa sense esposar!" | » |